# David Haye
David Deron Haye (13. října 1980, Londýn) je britský profesionální boxer, přezdívaný Hayemaker. Bývalý mistr světa organizací WBA, WBC a The Ring magazine v křížové váze a organizace WBA v těžké váze. Titul vybojoval 7. listopadu 2009 v Norimberku, když na body porazil Rusa Valujeva. Pro toho to byla teprve druhá porážka v profesionálním ringu. O titul přišel s Vladimirem Kličkem a následně odešel do boxerského důchodu. V roce 2012 se však vrátil do ringu a 14. července vybojoval na Boleyn Ground v Londýně vítězný zápas s Dereckem Chisorou.
V roce 2001 vybojoval v Belfastu stříbro na amatérském mistrovství světa.
V příštím zápase se utká 17. 12. 2017 v odvetě s Tonym Belleweem, se kterým prohrál svůj poslední zápas i vinou přetržení šlachy na noze během zápasu.
Jeho profesionální bilance je: 31 zápasů, 28 výher (26 KO) a 3 porážky.
Přehled zápasů:
Datum: Soupeř: Výsledek:
04.03 2017 Tony Bellew Prohra (TKO) 11. kolo
21.05 2016 Arnold Gjergjaj Vítězství (TKO) 2. kolo
16.01 2016 Mark de Mori Vítězství (TKO) 1. kolo
14.07 2012 Dereck Chisora Vítězství (TKO) 5. kolo
02.07 2011 Wladimir Klitschko Prohra (na body)
13.11 2010 Audley Harrison Vítězství (TKO) 3. kolo
03.04 2010 John Ruiz Vítězství (TKO) 9. kolo
07.11 2009 Nikolay Valuev Vítězství (na body)
15.11 2008 Monte Barrett Vítězství (TKO) 5. kolo
08.03 2008 Enzo Maccarinelli Vítězství (TKO) 2. kolo
10.11 2007 Jean Marc Mormeck Vítězství (TKO) 7. kolo
27.04 2007 Tomasz Bonin Vítězství (TKO) 1. kolo
17.11 2006 Giacobbe Fragomeni Vítězství (TKO) 9. kolo
21.07 2006 Ismail Abdoul Vítězství (na body)
24.03 2006 Lasse Johansen Vítězství (TKO) 8. kolo
16.12 2005 Alexander Gurov Vítězství (KO) 1. kolo
14.10 2005 Vincenzo Rossitto Vítězství (TKO) 2. kolo
04.03 2005 Glen Kelly Vítězství (TKO) 2. kolo
21.01 2005 Garry Delaney Vítězství (ukončení) 3. kolo
10.12 2004 Valeri Semiskur Vítězství (KO) 1. kolo
10.09 2004 Carl Thompson Prohra (TKO) 5. kolo
12.05 2004 Arthur Williams Vítězství (TKO) 3. kolo
20.03 2004 Hastings Rasani Vítězství (TKO) 1. kolo
14.11 2003 Tony Dowling Vítězství (TKO) 1. kolo
26.09 2003 Lolenga Mock Vítězství (TKO) 4. kolo
01.08 2003 Greg Scott Briggs Vítězství (KO) 1. kolo
15.07 2003 Vance Winn Vítězství (TKO) 1. kolo
18:03 2003 Phill Day Vítězství (TKO) 2. kolo
04.03 2003 Roger Bowden Vítězství (TKO) 1. kolo
24.01 2003 Saber Zairi Vítězství (TKO) 4. kolo
08.12 2002 Tony Booth Vítězství (ukončení) 2. kolo Profesionální debut